# Opilio altaicus
Opilio altaicus is een hooiwagen uit de familie echte hooiwagens (Phalangiidae).